# Caritas et veritas
Caritas et veritas (lat. Láska a pravda) je recenzovaný internetový časopis vydávaný Teologickou fakultou Jihočeské univerzity. Jeho podtitulem je "Časopis pro reflexi křesťanských souvislostí v sociálních a humanitních oborech", což odpovídá celkovému zaměření fakulty. 
Časopis semestrální a je vydáván od roku 2011. Navazuje tak do jisté míry na fakultní časopis Teologické studie, který tatáž fakulta vydávala dříve. Obsahuje překlady článků zahraniční provenience, odborné studie, články i rozhovory a je určen širšímu spektru čtenářů odborníků i laiků. 
Časopis je zařazen na Seznamu recenzovaných neimpaktovaných časopisů vydávaných v ČR a v databázi Scopus. 